# Intervento olandese a nord di Bali (1846)
L’intervento olandese a nord di Bali, detta anche prima spedizione olandese a Bali, fu una conflitto sorto tra i Paesi Bassi ed alcuni regni tribali di Bali. Esso fu il primo di una serie di interventi militari compiuti sull'isola di Bali sino a quando questa non venne completamente sottomessa ai Paesi Bassi nel 1908. Gli olandesi sfruttarono il pretesto della pretesa dei balinesi di applicare il Tawan karang, ovvero il disporre automaticamente dei relitti trovati nelle loro acque, pratica che gli olandesi non permettevano.
La spedizione armata che venne quindi organizzata contro i popoli locali, giunse al largo di Buleleng nel giugno del 1846. Questa era composta da 2 fregate, 4 vaporiere, 12 schooner, 40 navi piccole, 1700 soldati (tra cui 400 europei) e 230 cannoni. Il porto era stato fortificato dalle forze balinesi, e le fregate presero a bombardarlo. Dopo lo sbarco, le forze olandesi riuscirono a catturare ed a distruggere il palazzo reale di Singaraja.
I balinesi, in difficoltà, decisero di arrendersi e riconoscere la presenza degli olandesi nell'area. Una volta che il grosso delle forze olandesi ritornò a Giava, ad ogni modo, il regnante balinese Jelantik si rifiutò di pagare il tributo dovuto agli olandesi ed anzi riorganizzò le forze balinesi per porsi nuovamente contro gli europei.
Per questo scopo una, nuova spedizione si rese necessaria nel 1848, la quale portò alla caduta di Jelantik. Infine, con l'intervento olandese a Bali del 1849, gli olandesi riuscirono a ottenere il controllo dei regni di Buleleng e Jembrana.